# Farrar, Straus and Giroux
Pour les articles homonymes, voir Farrar, Straus et Giroux.
 (août 2024).
Si vous disposez d'ouvrages ou d'articles de référence ou si vous connaissez des sites web de qualité traitant du thème abordé ici, merci de compléter l'article en donnant les références utiles à sa vérifiabilité et en les liant à la section « Notes et références ».
Farrar, Straus and Giroux est une maison d'édition américaine fondée en 1946 et établie à New York. Elle fait partie du Georg von Holtzbrinck Publishing Group.
Fondée initialement par Roger Williams Straus, Jr. (en) (1917-2004), qui était le neveu d'Oscar Straus et l'arrière petit-fils de Meyer Guggenheim, et John C. Farrar (en) (1896-1974) sous le nom de Farrar, Straus, ils s'associèrent en 1964 à Robert Giroux (1914-2008), venu de chez Harcourt Trade Publishers. Les trois Américains sont à l'origine de la publication de nombreux best-sellers, éditant entre autres l'auteur pour la jeunesse Madeleine L'Engle ou les œuvres de Isaac Bashevis Singer.
Farrar, Straus and Giroux a publié et fait connaître de nombreux auteurs qui ont été ensuite lauréats de prix littéraires prestigieux, notamment le prix Nobel de littérature ou le prix Pulitzer.
En 1993, après avoir dirigé pendant vingt ans FSG, Straus cède à l'Allemand Holtzbrinck une partie de la société.